# Francisco Alves da Silva Pereira
Francisco Alves da Silva Pereira, primeiro e único barão de Monte Alto (Juiz de Fora, 1832 — Morro Alto, 31 de março de 1902), foi um  comerciante de café brasileiro, proprietário da Fazenda Monte Alto (hoje Fazenda Califórnia, pertencente à herdeiros de Eliezer Olivier de Paula que foi o primeiro prefeito do município além ter sido vereador quando Morro Alto era distrito de Palma).
Em 1962, com a emancipação de Morro Alto, Cachoeira Alegre e Silveira Carvalho, em sua homenagem foi criado o município de Barão de Monte Alto.
Cedo mudou-se para Miracema e depois para a região de Muriaé. Era descendente de uma tradicional família portuguesa da Ilha das Três Marias, vinda para o Brasil no século XVIII. Filho de Antônio Pereira e de Dona Teodora; era irmão de Antônio Teodoro da Silva, barão do Alto Muriaé. Tinha mais três irmãs: Mariana, Prudenciana e Ana Pereira, mãe do coronel Tibúrcio. Tinha um outro irmão do primeiro casamento de seu pai: José Alves Pereira casado com Rita Guimarães, sobrinha do visconde do Rio Preto.
O barão era casado com D. Antônia Joaquina de Assis Alves, e tiveram três filhos:
1. Inácia, que mais tarde casou-se com Francisco Teodoro da Silva, seu primo e filho do primeiro casamento de Antônio Teodoro da Silva, Barão do Alto Muriaé. Tiveram dois filhos, Francisco, que chegou a ser prefeito de Muriaé, e Homero, falecido ainda criança.
2. Francisco Alves de Assis Pereira, que foi prefeito de Muriaé de 1936 a 1939 e apoiou Getúlio Vargas na Revolução de 1930,[2] era casado com Anna Theodoro da Silva, sua prima, filha do segundo casamento do Barão do Alto Muriaé, tiveram doze filhos: José, Francisco, Antônio (Dr. Assis) — médico, que chegou a ser vereador por Muriaé de 1936 a 1957 —, Alzira, Aída, Antonieta, Petita, Geraldo, Juju, Paulo, Joaquim e Martinho.
3. Antônio, falecido ainda criança aos três anos de idade de causa desconhecida.

Era dono de vasta gleba de terras nesta região, por ele colonizada e cultivada com extensas lavouras de café, que exportava em tropas de burro para o porto de São Fidélis, no rio Paraíba do Sul. Daí, o café seguia via fluvial e marítima para o Rio de Janeiro, onde o barão tinha uma firma que exportava sua produção para os Estados Unidos e Europa.
Na política era homem de grande importância. Nas atas de reuniões da Câmara dos Vereadores dos anos de 1871 e 1885 encontramos o nome do “Alferes Francisco Alves da Silva Pereira” que nos leva a concluir que ele foi vereador por pelo menos duas vezes e que seguiu carreira militar.
Das mãos de Dom Pedro II, recebeu o título de barão, que tem o seguinte texto: "Querendo distinguir e honrar Francisco Alves da Silva Pereira, hei por bem fazer-lhe mercê do título de Barão de Monte Alto. Palácio do Rio de Janeiro, em vinte e cinco de setembro de mil oitocentos e oitenta e nove, sexagésimo oitavo da Independência do Império". Seu título foi concedido em 28 de setembro de 1889, dias antes da Proclamação da República.
O barão de Monte Alto faleceu em 1902, na Fazenda Santa Rosa em Morro Alto, então distrito de Palma. Está enterrado no cemitério de Cachoeira Alegre, distrito da cidade que leva o seu nome.
A rua Barão de Monte Alto recebeu este nome em 1907, depois de já ter sido chamada de Rua Direita e Rua de São Paulo.